# Vildan Atasever
Vildan Atasever (Bursa, 26 de julio de 1981) es una actriz turca.

## Biografía
Vildan Atasever empezó a actuar a los quince años. Su primera aparición fue en la sitcom Kadın İsterse donde interpretó a la hija de Hülya Avşar. Interpretó a Handan en la película İki Genç Kız (Dos chicas jóvenes), también como la hija de Hülya Avşar, y ganó en 2005 el premio Naranja Dorado para mejor actriz protagonista. En 2006 fue nominada otra vez para su trabajo en Destiny (2006 película), el cual ganó la Naranja Dorada por mejor película y ganó en el Festival de cine de Ankara por mejor actriz. También interpretó a Hümaşah Sultan en Muhteşem Yüzyıl: Kösem, una secuela del 2011 periodo televisivo obra Muhteşem Yüzyıl.

## Trivia
- Ha aparecido junto con su cónyuge anterior İsmail Hacıoğlu en dos serie de televisión, Gece Sesleri y Osmanlı Tokadı. También ha aparecido en 2013, brevemente, en la película Meryem protagonizado por İsmail Hacıoğlu.
- Se había tatuado en su brazo derecho a Simba, de la película El rey león, pero decidió sacárselo.[2]

## Filmografía
| Año  | Título                     | Rol    | Notas   |
| ---- | -------------------------- | ------ | ------- |
| 2005 | İki Genç Kız               | Handan |         |
| 2006 | Kader (Película)           | Uğur   |         |
| 2008 | Osmanlı Cumhuriyeti        | Asude  |         |
| 2013 | Meryem                     | Bride  | Huésped |
| 2014 | Sürgün inek                | Gülay  |         |
| 2014 | Gece                       | Gülcan |         |
| 2015 | Memorias Caballares negras | Vian   |         |

| Año       | Título                 | Rol                   | Notas                   |
| --------- | ---------------------- | --------------------- | ----------------------- |
| 2003      | Valle de los Lobos     | Nazlı Bekiroğlu       |                         |
| 2004      | Kadın İsterse          | Buket                 |                         |
| 2004      | Azize                  | Müge                  | Miniserie de televisión |
| 2007      | Yaralı Yürek           | Beyaz                 |                         |
| 2007-2008 | Bıçak Sırtı            | Güneş Sinan           |                         |
| 2008-2009 | Gece Sesleri           | Aslı                  |                         |
| 2010      | Samanyolu              | Zülal Saral           |                         |
| 2011-2012 | Başrolde Unşk          | Öykü                  |                         |
| 2012      | Miras Türkiye          | Ella                  | Documental              |
| 2013      | Osmanlı Tokadı         | Kostantina / İstanbul |                         |
| 2015      | Yaz'ın Öyküsü          | Umut Erpek            |                         |
| 2016      | Muhteşem Yüzyıl: Kösem | Hümaşah Sultan        |                         |

## Premios
- 2005 - premio Naranja Dorado, mejor actriz (İki Genç Kız)
- Festival de cine de 2007 #Ankara, mejor actriz (Kader)[3]
- 2015 - Sadri Alışık Teatro y Premios de Cine, mejor actriz de reparto (Gece)[4]